# Beatrix Potter

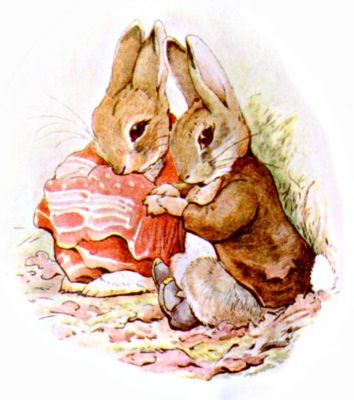
Una ilustración por Potter de su libro The Tale of Benjamin Bunny.

Helen Beatrix Potter (Londres, 28 de julio de 1866-Sawrey, Lancashire, 22 de diciembre de 1943) fue una escritora, ilustradora, fabulista de literatura infantil y naturalista británica. Se convirtió en una de las principales escritoras de cuentos infantiles de principios del siglo XX gracias al estilo naturalista y detallado de sus ilustraciones y sus relatos de corte costumbrista. Su personaje más conocido es Peter Rabbit.

## Biografía
Beatrix Potter nació en el distrito de South Keningston, en Londres, el 28 de julio de 1866. Su padre, Rupert Potter, era abogado, aunque pasaba la mayor parte del tiempo en clubes de caballeros, sin ejercer la profesión. Su madre se dedicaba a hacer y recibir visitas. Ambos progenitores eran entendidos en arte y vivían de las herencias de sus respectivas familias. Beatrix y su hermano Bertam fueron educados por niñeras e institutrices, sin llegar a relacionarse mucho con otros niños. Cuando su hermano fue enviado a un internado, aún se quedó más sola.
Cuando creció, sus padres le encargaron del mantenimiento del hogar, dificultando su desarrollo intelectual. Un tío suyo intentó que ingresara como estudiante en el Real Jardín Botánico de Kew, pero fue rechazada por su sexo Pero esto no supuso una dificultad para su curiosidad innata por su entorno. La base para sus proyectos e historias fueron los pequeños animales que introducía furtivamente en la casa o que veía durante las vacaciones familiares en el Distrito de los Lagos y en Escocia. De hecho, Potter fue una de primeras personas en sugerir que los líquenes eran en realidad producto de una relación simbiótica entre los hongos y las algas, pero su único intento por publicar sus estudios se topó con nuevas dificultades: no se le permitió leer ella misma su propio estudio ante la sociedad científica, por lo que acabó haciéndolo su tío.
En el ámbito literario, también se topó con dificultades. Cuando le animaron a publicar su relato, The Tale of Peter Rabbit (El cuento de Perico el conejo travieso ), tuvo que luchar durante largo tiempo para encontrar un editor hasta que por fin su publicación fue aceptada en 1902. Este primer relato y los siguientes que lo acompañaron fueron muy bien recibidos, hasta el punto que la autora comenzó a poder vivir de los ingresos que le proporcionaban sus ventas. Beatrix se vinculó sentimentalmente con su editor, Norman Warne, relación que mantuvo en secreto, pues sus padres eran contrarios a que se casara con cualquiera que necesitara trabajar para vivir. Warne murió por anemia perniciosa antes de que pudieran prometerse, lo que agrandó la brecha que separaba a Beatrix de sus padres.
A lo largo de su carrera literaria produjo un total de 23 libros infantiles, los cuales fueron publicados en pequeño formato, fácil de manejar y leer por los niños. En el año 1920 sus publicaciones se fueron haciendo cada vez más espaciadas en el tiempo debido a su mala visión, aunque seguiría trabajando hasta 1930 con la publicación de su último relato ilustrado El cuento del cerdito Robinsón (The Tale of Little Pig Robinson). En sus últimos años se dedicaría por entero a la vida de granjera en la finca de Top Hill de su propiedad, en la localidad de Sawrey, en el Distrito de los Lagos. La agricultura, la cría de ovejas y la ampliación de sus propiedades rurales para la conservación del paisaje agrario fueron ganando terreno a su producción artística. En su fallecimiento, acabó legando al National Trust un total de 2.000 hectáreas de terreno y quince granjas.
En el año 1913, Beatrix Potter se casó con su abogado, William Heelis, con quien no tuvo hijos. Murió en Sawrey (Lancashire) el 22 de diciembre de 1943 a la edad de 77 años.

## Lista de obras de Beatrix Potter[20]
- The Tale of Peter Rabbit (El cuento de Perico el conejo travieso, 1902)
- The Tale of Squirrel Nutkin (El cuento de la ardilla Nogalina, 1903)
- The Tailor of Gloucester (El sastre de Gloucester, 1903)
- The Tale of Benjamin Bunny (El cuento del conejito Benjamín, 1904)
- The Tale of Two Bad Mice (El cuento de los dos malvados ratones, 1904)
- The Tale of Mrs. Tiggy-Winkle (El cuento de la señora Bigarilla, 1905)
- The Tale of the Pie and the Patty-Pan (El cuento de la empanada y el molde, 1905)
- The Tale of Mr. Jeremy Fisher (El cuento del señor Jeremías Peces, 1906)
- The Story of A Fierce Bad Rabbit (La historia de un conejito feroz, 1906)
- The Story of Miss Moppet (La historia de la señorita Minina, 1906)
- The Tale of Tom Kitten (El cuento del gato Tomás, 1907)
- The Tale of Jemima Puddle-Duck (El cuento de la oca Carlota, 1908)
- The Tale of Samuel Whiskers, or The Roly-Poly Pudding (El cuento de Samuel Bigotes o El brazo de gitano, 1908)
- The Tale of the Flopsy Bunnies (El cuento de los conejitos Pelusa, 1909)
- The Tale of Ginger and Pickles (El cuento de Jengibre y Pepinillos, 1909)
- The Tale of Mrs. Tittlemouse (El cuento de doña Ratoncilla, 1910)
- The Tale of Timmy Tiptoes (El cuento de Tomoteo Puntillas, 1911)
- The Tale of Mr. Tod (El cuento del señor Raposo, 1912)
- The Tale of Pigling Bland (El cuento del cerdito Amable, 1913)
- Appley Dapply's Nursery Rhymes (Canciones infantiles de Manzanitas Verdes, 1917)
- The Tale of Johnny Town-Mouse (El cuento de Juanito Ratón de Ciudad, 1918)
- Cecily Parsley's Nursery Rhymes (Canciones infantiles de Cecilia Perejil, 1922)
- The Tale of Little Pig Robinson (El cuento del cerdito Robinsón, 1930)

## Filmografía
| Año       | Película/Serie                        | Director       |
| --------- | ------------------------------------- | -------------- |
| 1992-1998 | The World of Peter Rabbit and Friends | Dianne Jackson |
| 2006      | Miss Potter                           | Chris Noonan   |
| 2018      | Peter Rabbit                          | Will Gluck     |